# 火口秀幸
火口 秀幸（ひぐち ひでゆき、HIDEBOH、1967年10月7日 - ）は、日本のタップダンサーであり、吉本坂46のメンバー。東京都世田谷区出身。所属事務所は吉本興業。芸名の由来は、小さい頃の呼び名「秀坊」。

## 来歴・人物
タップダンサーの実父・火口親幸の下で1974年よりタップダンスを始め、1984年でインストラクターとしてタップを教える立場となる。
1986年頃より本格的な修行時代に入り、アメリカと日本を行き来するようになる。修行時代に日本では、パパイヤ鈴木や小浦一優（後の芋洗坂係長）などと六本木のショークラブで出会う。スタジオ「ブロードウェイ・ダンスセンター」ではSAMと出会い、タップ以外のストリート系ダンスを習ったりしていた。この頃、フジテレビ「ダンス!ダンス!ダンス!」にSAMの在籍したグループ「MEGA-MIX」の番組レギュラー共に、火口秀幸も準レギュラーとして番組に出演。
アメリカでは1989年にアメリカのタップダンサー・グレゴリー・ハインズに出会い、彼の師匠でブロードウェイの振付師Henry LeTangを紹介してもらい師事。1990年、DJ KOOのグループ「The JG's」に参加、ラップ/タップダンサーとして活動。同じ頃に振付師としてもジャニーズ事務所の所属アイドルを始め、数多く手がけるようになる。
1994年、諸星和己のソロツアー「一匹狼」に振付・出演で参加。1998年、新しいタップパフォーマンス形態「Funk a Step」を提唱、「THE STRiPES」を結成。2003年には北野武監督映画「座頭市」での振付・出演で注目を浴びる。2009年に新グループ「LiBLAZE」を結成、音楽との融合を目指す新しいタップパフォーマンスを行う。松竹演芸場に実父・火口親幸の仕事を見に行き、そこで出演した北野武に可愛がられた。
2015年、振付師のダンス・コンテスト『Legend Tokyo Chapter.5』にて、「準優秀作品賞」「オーディエンス賞」「審査員賞（ダンス文化普及・発展の視点）」「審査員賞（総合プロデューサーの視点）」の4部門を受賞。

## 出演

### 映画
- 「座頭市」（2003年、北野武監督）（出演・振付・指導）
- 「TAKESHIS'」（2005年、北野武監督）（出演・振付・指導）
- 「TAP THE LAST SHOW」（2017年、水谷豊監督） - アステア太郎 役、振付・指導
- 「轢き逃げ 最高の最悪な日」（2019年、水谷豊監督） - 大沼澄男 役
- 「浅草キッド」（2021年、劇団ひとり監督） - タップダンス振付師
- 「太陽とボレロ」（2022年、水谷豊監督）- 戸崎初男 役

### 舞台
- 2005年
  - K-BROADWAY海外公演（NY・LA・Paris・上海・Macau）
  - Funk-a-Step LIVE　赤坂プリンスホテル他全国300回以上
  - 東京芸術劇場ミュージカル月間参加作品「天国への階段-STEP-」主演（東京ミュージカル月間優秀賞受賞）
  - 愛・地球博　政府出展 ジャパン・ウィーク「集」
  - シカゴ　CHICAGO HUMAN RHYTHM PROJECT「Global Rhythms」
  - PRIDE 男祭り　オープニングアクト　出演・振付・指導
- 2006年
  - 上海にて年末カウントダウン番組オープニング出演
  - Funk-a-Step LIVE　香港4日間公演
- 2007年
  - 博品館劇場「THE TAP GUY」
  - 東京文化会館「音楽の匠」
- 2008年
  - 第27回香港電影金像表彰式ショータイム出演
  - 「THE TAP GUY」東京・大阪（再演）
- 2010年
  - 東京オペラシティコンサートホール「奇跡のコラボレーション!」
  - 博品館劇場プロデュース　主演ミュージカル「タップジゴロ」（10日間12公演）
- 2012年
  - 博品館劇場プロデュース　主演ミュージカル「タップジゴロ」（12日間）
- 2013年
  - 2月HIDEBOH and LiBLAZE「Funk a Step Live New Generations vol.1」渋谷マウントレーニアホール（主催ライブ）
  - 5月HIDEBOH and LiBLAZE「Funk a Step Live New Generations vol.2」渋谷マウントレーニアホール（主催ライブ）
  - 8月HIDEBOH and LiBLAZE「Funk a Step Live New Generations vol.3」赤坂BLITZ（主催ライブ）
- 2013年・2014年
  - 大阪なんばグランド花月主催「アメリカンバラエティバン」（12/14～2/14）
- 2015年
  - 海に響く軍靴（博品館劇場） - 主演 [2]
- 2022年
  - FOCUS〜アップデート〜[3]
- 2024年
  - 方南ぐみ企画公演「帰ってこい! 伊賀の花嫁 その六」そうだ! We're Alive編[4]
  - 浅田真央主演アイスショー Everlasting33 立川ステージガーデン (6月2日～16日) 出演
- 2025年
  - ふぉ〜ゆ〜 meets 梅棒「Only1, NOT No.1」（7月13日〜8月10日）[5]

### TV
- NHK
  - 金曜バラエティー
  - 公園通りで会いましょう
  - 華麗なる技の秘密
  - 音楽のちから
  - からだであそぼ
  - チャレンジ!ホビー
  - アインシュタインの眼
  - チャレンジホビー! 萬田久子と一緒に HIDEBOHのタップダンス
- 日本テレビ
  - ズームイン!!SUPER
  - メレンゲの気持ち
  - 99プラス
  - おもいッきりDON!
  - 世界1のSHOWタイム〜ギャラを決めるのはアナタ〜
  - 行列のできる法律相談所
  - 嵐にしやがれ
  - スター☆ドラフト会議
  - 未来シアター
  - 世界に誇る50人の日本人 成功の遺伝史
- TBS
  - うたばん
  - オールスター感謝祭
  - Asian Ace
- フジテレビ
  - めざましテレビ
  - ミュージックフェア
  - 僕らの音楽
  - 森田一義アワー 笑っていいとも!
  - ライオンのごきげんよう
  - 1Hセンス
  - My Process
- テレビ朝日
  - 題名のない音楽会
- テレビ東京
  - たけしの誰でもピカソ
  - 今年も生だよ芸人集合 笑いっぱなし伝説
  - Something (テレビ番組)
  - ド短期ツメコミ教育!豪腕!コーチング!!

### ラジオ出演
- MBSラジオ
  - ヤングパーク

### CM出演
- ゼビオ「HEAT-X(ヒートクロス)」
- エヌ・ティ・ティ・ドコモ北海道
- 日本ケイテム
- オリオンビール
- アニマックス
- ホンダ・ステップワゴン（振付含）
- ABCマート（振付含）

### 振付

#### ジャニーズ事務所関連
- 二宮和也コンサート
- King & Prince
- SixTONES
- Snow Man
- Travis Japan
- Hey! Say! JUMP
- 東京B少年
- HiHi Jets
- 7 MEN 侍
- ジャニーズJr.
- 中島裕翔
- 山下智久

#### その他
- ハロー!プロジェクト
- けやき坂46
- 乃木坂46
- AKB48
- 映画「ステキな金縛り」
- NHK「少年倶楽部」
- JAL CM
- ライオン「トップ スーパーNANOX」CM